# 松澤駿平
松澤 駿平（まつざわ しゅんぺい、2002年9月25日 - ）は、ジャパンラグビーリーグワンのマツダスカイアクティブズ広島に所属しているラグビーユニオン選手。

## 経歴
2018年、京都成章高等学校に入学。新高2春の公式戦に出場し、全国高等学校選抜ラグビーフットボール大会ではスタンドオフ、センター、フルバックで先発出場した。
高3ではセンターで定着し、花園（全国高等学校ラグビーフットボール大会）で準優勝した。
2021年、帝京大学に進学。2年次から控えで公式戦に出場。4年次には大学選手権の準決勝にも出場した。
2025年4月10日、ジャパンラグビーリーグワンのマツダスカイアクティブズ広島への加入を発表した。